# São Vicente (São Paulo)
São Vicente (San Vicente, en español) es un municipio brasileño del estado de São Paulo, que tiene una población de 329 370 habitantes (estimativas IBGE/2006) y una superficie de 148 km², lo que da una densidad demográfica de 2123,73 hab/km². Es considerado oficialmente un balneario.
Fue la primera villa fundada por los portugueses en América y la primera de Brasil, en 1532. Hoy, la ciudad, situada en la mitad occidental de la isla de San Vicente, la que comparte con Santos, basa su economía en el turismo.

## Historia
Gaspar de Lemos, comandaba una expedición portuguesa que llegó a Brasil el 22 de enero de 1502, y dio a la isla conocida por los indios como Isla de Gohayó, el nombre cristiano de São Vicente. Por las siguientes tres décadas no se preocupó Portugal mucho por estas tierras hasta que otro hidalgo portugués, Martín Alfonso de Sousa, fue nombrado por el rey Juan III de Portugal dueño de dos de las capitanías hereditarias en las que se había dividido el territorio del Brasil.
Las capitanías del Martín Alfonso de Sousa incluían la isla de São Vicente, a la que fue enviado por la corona para explorar y fundar una nueva colonia portuguesa. Fundó el 22 de enero de 1532 la villa de São Vicente, con alguna oposición de los indios nativos. "Sustentó por espacio de tres años continuas guerras con los indios, de la nación de los carijós, los guaianases y los tamoios, que los conquistó a pesar de la oposición que en ellos halló, siéndole necesario valerse de todo su esfuerzo contra la contumacia con que le resistieron"
Martín Afonso instaló en su nueva ciudad los símbolos del poder organizado, construyendo un pelourinho, una iglesia y una cámara, para las que se realizaron el 22 de agosto de 1532 las primeras elecciones de todo el continente americano. Como actividad económica comenzó a cultivar caña de azúcar, que fue el principal producto durante la época colonial. Ese producto fue complementado con otras actividades secundarias como la pecuniaria y la agricultura de subsistencia. Las primeras cabezas de ganado que llegaron a Brasil vinieron del archipiélago de las Cabo Verde en 1534, para la capitanía de São Vicente.

### Guerra de Iguape
Fue una batalla que ocurrió entre los años de 1534 y 1536, en la región de São Vicente, producida por una interpretación particular del Tratado de Tordesillas, por lo que algunos españoles liderados por Ruy García de Mosquera, se instalaron en los alrededores de la provincia vicentina y aliados a los indios carijós fundaron en 1534 la «Villa de I-Caa-Para» —actual municipio brasileño de Iguape— y quienes tuvieron que combatir algunas batallas contra corsarios franceses que vencieron y cuando las fuerzas de defensa luso-brasileñas se enfrentaron al contingente español, fueron rápidamente derrotadas.
En contrapartida, García de Mosquera y sus seguidores embarcaron en un navío francés y atacaron la villa de São Vicente, la cual saquearon e incendiaron, llevando inclusive el Libro de Tombo, dejando la ciudad prácticamente destruida, matando dos tercios de sus habitantes. Sin embargo, posteriores incursiones sistemáticas de las fuerzas luso-brasileñas que armaban a otros indios rivales, los españoles fueron forzados a retirarse, primero para la isla de Santa Catarina, y, después, a Buenos Aires.

## Geografía
El municipio de São Vicente se ubica en la parte occidental de la isla de su mismo nombre. Queda separada de la parte oriental, donde se sitúa el municipio de Santos, por una serie de promontorios graníticos compuestos por el Morro de Itararé, Morro Voturoá, Morro de Marapé y Morro de São Bento. La pequeña bahía donde se instaló la primera colonia portuguesa está enmarcada por la isla de Porchat, hoy día convertida en península, y el Morro dos Barbosas, al abrigo del cual se encontraba el primer poblado. Rodeado el Morro dos Barbosas, se encuentra el Mar Pequeno, que se alarga en un brazo de mar que da la vuelta a toda la isla por el norte, comunicándose luego con la lagoa de Caneú y la de Santa Rita y finalmente con el Estuario de Santos.

## Puntos Turísticos

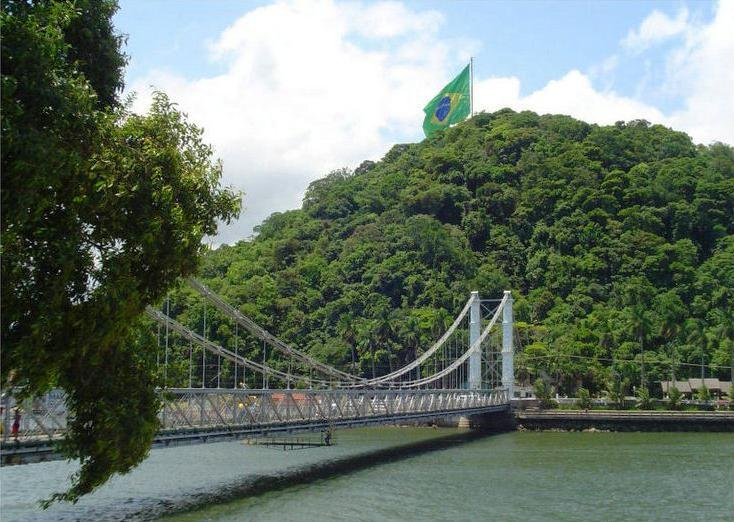
Puente de Bandera

### Plaza 22 de Janeiro
Un lugar conocido antiguamente como Largo da Fonte que pasó a ser llamado Largo Treze de Maio con la abolición de la esclavitud en Brasil en 1888 y, a partir de 1918, lleva la fecha de la fundación de la villa. En ella se pueden ver el reloj de sol, y las estatuas de Benedito Calixto y del Soldado Pérsio de Queiroz Filho.

### Plaza João Pessoa
El sitio se denominaba Largo Santo Antônio y abrigaba la Casa de la Cámara y la Cadena, fue construido en 1729 y en 1925 fue demolido. Actualmente, abriga el Mercado Municipal, inaugurado en 1929, donde estaba el centro de abastecimento local. La actual Iglesia Matriz, que tuvo su primera construcción próxima a la playa en 1532 y fue destruida por un maremoto diez años después, acabó reconstruida por el pueblo en esta plaza en 1559. Fue atacada por los piratas Thomas Cavendish en 1590 y Joris Van Spilbergen en 1615. La tercera reconstrucción aconteció en 1757 a partir de los restos de la segunda y permanece hasta hoy. Aunque sufrió un incendio en el año 2000.

### Biquinha
Al inicio de la colonización brasileña, el padre José de Anchieta contribuyó a la catequización de los indios y a la harmonización del poblado a través del colegio vicentino y administró sus clases de catequismo junto a la denominada "Bica da Fonte do Povoado" que, actualmente, es la fuente histórica denominada afectivamente como "Biquinha".

### Puente Colgante
El Puente Colgante o Ponte Pênsil fue construido en 1914. Proyectado por el Ingeniero Saturnino de Brito que, en la época, era la aplicación de tecnología alemana. Hoy en día conecta la isla de São Vicente al continente para el acceso al municipio de Praia Grande y es también una de las principales atracciones turísticas de la ciudad por su belleza.

### Padrão Portugués
Se trata de una columna granítica situada sobre una roca y con un capitel con los escudos de Brasil y Portugal. Se erigió en la época contemporánea como para marcar el lugar de la llegada de los portugueses a la isla.

## Personas destacadas
- Robinho, futbolista (1984)

## Hermanamientos
San Vicente está hermanado con
- Resistencia, Argentina desde 2006
- Holguín, Cuba